# 謹言彎貝介
謹言彎貝介（学名：Loxoconcha chinyen）为彎貝介科彎貝介屬下的一个种。